# モンタギュー (自転車会社)
モンタギュー(MONTAGUE)とは、アメリカ・マサチューセッツ州ケンブリッジにある自転車会社の事。軍用折り畳みMTBを軸とした自転車開発を行っている。

## 歴史

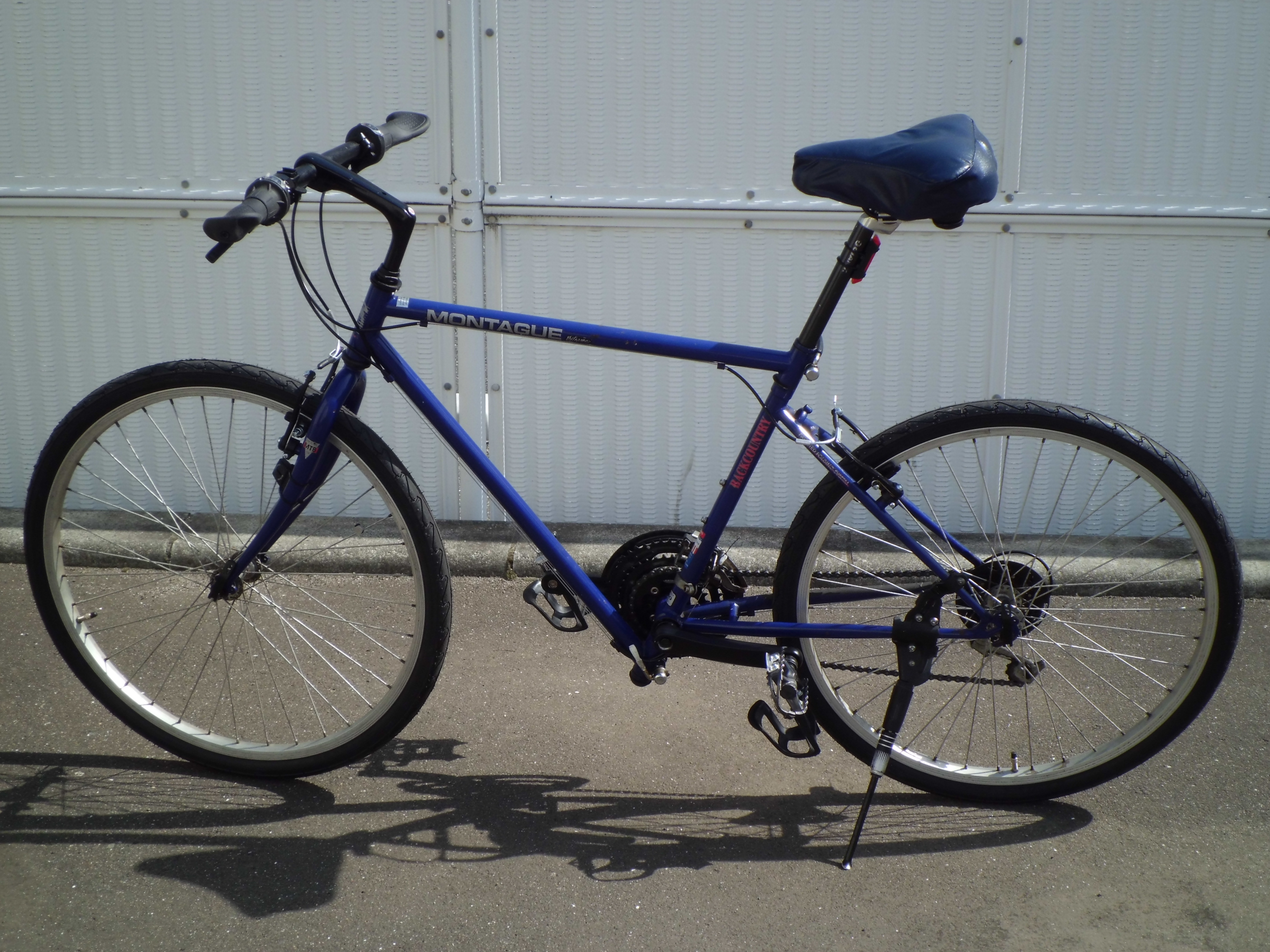
Montague Biframe

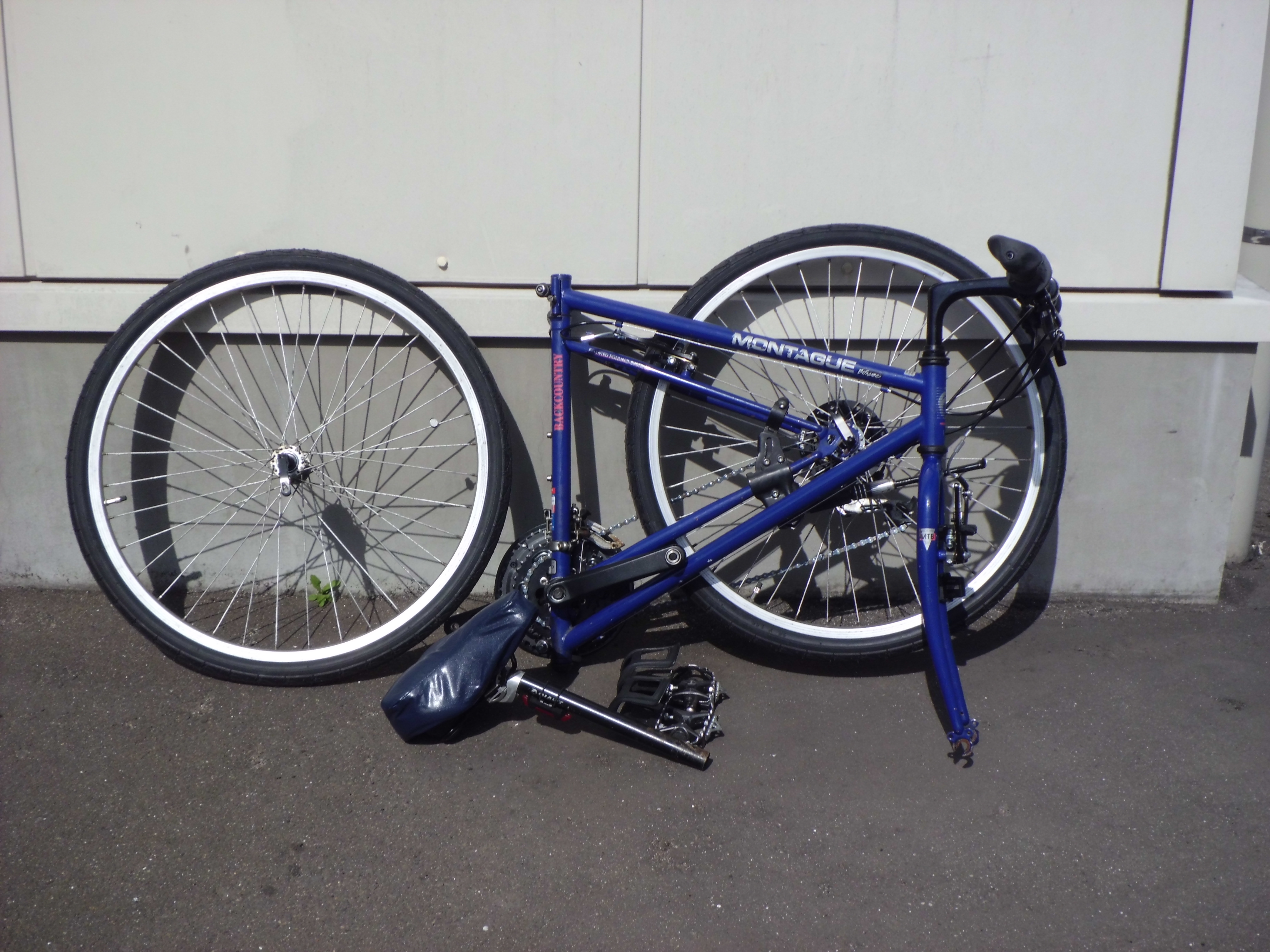
折り畳み方式はシートチューブを軸にした構造になっている

- 1987年:当時マサチューセッツ工科大学に在籍していたデビット・モンタギューが、父親のハリーが長年に渡ってフルサイズの折り畳み自転車の開発をしていたのを受けて[1]、会社を設立。「Biframe」を開発。
- 1996年:BMWと共同で、オリンピック公式バイクを開発。
- 1997年アメリカ海兵隊向けに、DARPAの助勢を受けて、軍用折り畳みMTB「PARATROOPER」(パラトルーパー)を開発。
- 1999年:「PARATROOPER」を一般に販売開始
- 2002年:GMとの提携で、「HUMMER Tactical Mountain Bike」を発売
- 2010年:クロスバイクの発売開始。

## 特徴
軍用MTBには、荒れ地を走破できる走行性に加えて、工具なしでも簡単に展開分解可能な整備性、そしてパラシュート降下にも耐えられるほどの耐久性が要求される。一般の折り畳み自転車はフレームの途中から折り曲げるのが基本であるが、剛性が確保できているとはいえず軍用に使えるものではない。ルック車のMTBの中には折りたためる構造のもあるが、荒れ地への走破性がないのは同じである。
パラトルーパーでは、シートチューブを軸に前半分を回転させるように折り畳める構造になっていて、前輪を外す必要はあるものの、格納性と耐久性の両立に成功した。ただし、重量が14.5kgと決して軽くはないので、輪行の手間を惜しまないというのであれば、パラトルーパー以下の重量の非折り畳み自転車を利用したほうが便利という局面もある。

## ラインナップ
パラトルーパーの設計を軸とした商品を販売している。主に、MTBとクロスバイクに分かれており、クロスバイクのフレームはパラトルーパーのトップチュープを中抜きしたような見た目になっている。なお、各モデルともカラーリングは一色のみ。また、パラトルーパーと、プロ以外のモデルはサイズが大柄なので、小柄な人間には乗りにくい傾向がある。

### MTB
- PARATROOPER Express  パラトルーパーの入門モデル。プレーキがVブレーキで、ディレイラーなどもシマノ・Tourneyと必要最小限である。色はエアフォースブルー
- PARATROOPER パラトルーパーの基本形。Expressとの違いはブレーキが機械式ディスクプレーキ。ディレイラーもアップグレード
- PARATROOPER Pro  パラトルーパーを微妙にアップグレードしたモデル。色はマットブラック
- PARATROOPER Highline  ブレーキを油圧式ディスクプレーキに、ディレイラーなども高級品にアップグレードしたモデル。色はマットガンメタルグレイ
- PARATROOPER Elite パラトルーパーの最高級モデル

### クロスバイク
- Crosstown  エントリーモデル。ギアは外装7速
- Boston
- Urban  21段変速
- Navigater
- Fit
- Allston